# Navarretia jaredii
Navarretia jaredii är en blågullsväxtart som beskrevs av Alice Eastwood. Navarretia jaredii ingår i släktet navarretior, och familjen blågullsväxter. Inga underarter finns listade i Catalogue of Life.